# Дідух Володимир Євгенович
Володи́мир Євге́нович Ді́дух (25 березня 1937 , Іванківці, Хмельницький район, Проскурівський округ, Вінницька область, Українська РСР, СРСР  — 7 липня 2016 ) — український співак (баритон), лауреат Шевченківської премії 1985 року — за концертні програми 1982—1984 років, 1987 — народний артист УРСР.

## Біографія
Народився 25 березня 1937 року в селі Іванківці, тепер Хмельницький район, Хмельницька область, Україна. 1963 року закінчив Хмельницьке музичне училище.
У 1963—1966 роках — в Капелі бандуристів УРСР, з 1966 — у складі чоловічого вокального квартету «Явір» і до 2010-х — разом з Валентином Реусом.
1982 року в складі колективу виступає у Афганістані, виступи відбувалися в Угорщині, Польщі, Німеччині, Словаччині, Монголії, 1983 колектив в Монреалі, бере участь у Міжнародній торговій виставці «Людина і її світ» — 54 концерти.
1986 року «Явір» виступав на сцені будинку культури у Прип'яті та інших пунктах 30-кілометрової Чорнобильської зони — близько 80-ти концертів, озвучував фільм «Два кольори часу» про цю трагедію. Володимир Дідух має посвідчення ліквідатора наслідків аварії на ЧАЕС. Під час виступу перед ліквідаторами квартет втратив голос — неможливо виступати в респіраторах, а всі слухаючі сиділи в масках.

Могила Володимира Дідуха, Байкове кладовище

1989 року в складі «Явора» бере участь у фольклорному фестивалі «Фольклорама 89» у Вінніпегу. 1991 — Канадсько-Американське турне по 32-х містах. Того ж року ювілейний концерт у палаці «Україна» до 25-річчя колективу.
Нагороджений орденом «За заслуги» 3 ступеня.
Помер на 80-му році життя 7 липня 2016 року. Похований на Байковому кладовищі (ділянка № 33).